# Pentium Dual-Core
El procesador Intel Pentium Dual-Core es parte de la familia de microprocesadores creados por la empresa Intel que utilizan la tecnología de doble núcleo. En principio fue lanzado después de la serie de procesadores Pentium D y de las primeras series del Core 2 Duo.
Fue diseñado para trabajar en equipos portátiles (Laptops) y en equipos de escritorio (Desktops), permitiendo la ejecución de aplicaciones múltiples a un bajo costo, con un bajo consumo energético y sin sacrificar el desempeño. 
En su lanzamiento fueron designados como Pentium Dual-Core, a manera de aprovechar la fama de la marca Pentium y transmitir al mundo que se habían renovado y pasado a ser de doble núcleo. La designación Pentium Dual-Core se utilizó hasta los procesadores de la serie E5xxx incluida. Actualmente Intel, a todos los procesadores nuevos, y a los ya existentes Dual-Core, los designa únicamente como Intel Pentium, si bien en este artículo vamos a seguir refiriéndonos a ellos como Pentium Dual Core para no confundirlos con otros procesadores de la familia Pentium.
Los procesadores con designación comercial Pentium, en la actualidad, están supeditados a los procesadores designados como «Core», siendo los procesadores Pentium diseñados con la misma tecnología de estos últimos en sus diferentes versiones y revisiones, pero recortados en cuanto a funciones, velocidad de reloj, conjunto de instrucciones y memoria caché.

## Pentium Dual-Core, socket LGA 775

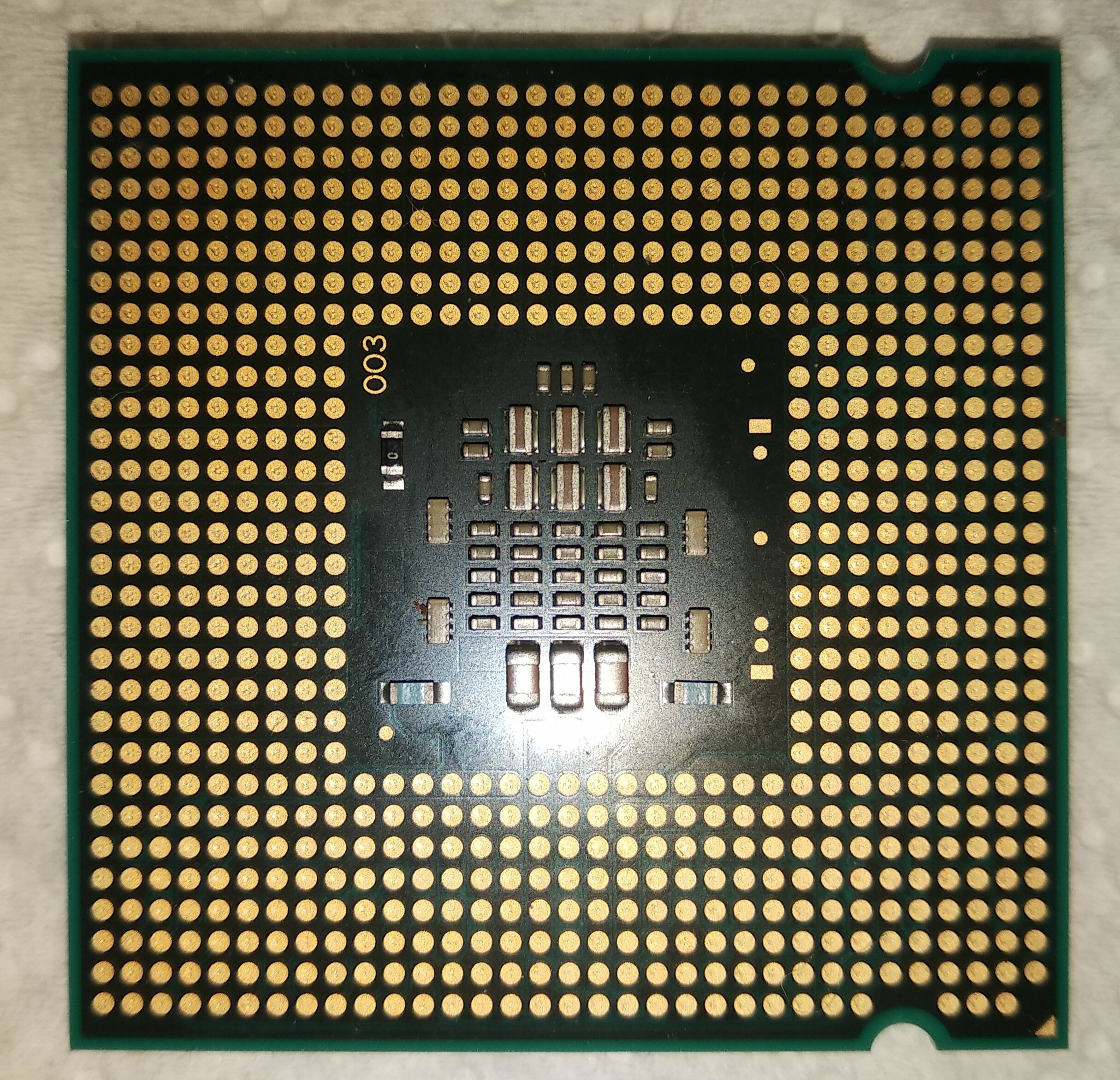
Intel Pentium Dual-Core E2140, CPU Socket LGA 775

Aparecidos en el 2006, los procesadores Pentium Dual-Core de socket 775 son en realidad procesadores Core 2 Dúo recortados en cuanto a memoria caché y a juegos de instrucciones, pero comparten el mismo núcleo y tecnología de fabricación.
Los procesadores de la serie E2xxx, son exactamente iguales a los procesadores Core 2 Dúo E4xxx y E6xxx, solo que cuentan con menos memoria caché L2 que sus homólogos (1 MiB vs 2 MiB y 4 MiB respectivamente), y carecen de la tecnología VTx que sí que tienen algunos E6xxx.
Los procesadores de la serie E5xxx y E6xxx, son exactamente iguales a los procesadores Core 2 Dúo E7xxx y E8xxx, solo que cuenta con menos memoria caché L2 que sus homólogos (2 MiB vs 3 MiB y 6 MiB respectivamente), y carecen del juego de instrucciones SSE 4.1..2.3.43
Por lo tanto, de Pentium solo llevan el nombre y desde la serie E5x00 su rendimiento prácticamente supera al de los Core 2 Dúo de la serie E4x00 y en muchos casos iguala al de las series E6x00, solo para muestra un E5200 (el más bajo de la gama con núcleo Wolfdale a 2,5 GHz) ya supera (aunque por poco) al Core 2 Dúo E4700 de 2,6 GHz (el más alto de la gama E4x00) y se pone cerca del nivel del Core 2 Dúo E6600 de 2,4 GHz, superando hasta al E6420 de 2,13 GHz con consumo reducido y precio mucho más bajo, competitivo que el de todos los procesadores antes nombrados.
Hay que destacar la fiebre que desataron los Pentium Dual Core, sobre todo la serie E2xxx, por su gran capacidad de overclock, llegando algunos de sus modelos, como el E2140, a duplicar su velocidad de reloj (de 1,6 a 3,2 Ghz) sin necesidad de utilizar una placa base de gama alta.
La versión para portátiles posee una memoria caché L2 de 1 MiB y trabaja con un bus frontal de 533 MHz, 667 MHz y 800 MHz (dependiendo del modelo), mientras que las versiones para escritorio cuentan con 1 MiB o 2 MiB de caché L2 y trabajan con un bus frontal de 800 MHz o 1066 MHz (dependiendo del modelo). Todos los Pentium Dual-Core son compatibles con EM64T lo que les permite trabajar a 64 bits, además en nuevos modelos se da soporte a la tecnología de virtualización Intel VT.

## Variantes del procesador Pentium Dual-Core para escritorio (Zócalo LGA 775)
| Modelo | Velocidad | Características | Características | Características | Características             | Características | Características                    | Características | Fecha de lanzamiento |
| Modelo | Velocidad | Caché           | Bus             | Núcleo          | Proceso de fabricación (nm) | TDP             | Instrucciones                      | Zócalo          | Fecha de lanzamiento |
| ------ | --------- | --------------- | --------------- | --------------- | --------------------------- | --------------- | ---------------------------------- | --------------- | -------------------- |
| E2140  | 1,6 Ghz   | 1 MiB           | 800 MHz         | Allendale       | 65nm                        | 65w             | MMX, SSE, SSE2, SSE3, SSSE3, EM64T | 775             | Q2 07                |
| E2160  | 1,8 Ghz   | 1 MiB           | 800 MHz         | Allendale       | 65nm                        | 65w             | MMX, SSE, SSE2, SSE3, SSSE3, EM64T | 775             | Q3 06                |
| E2180  | 2,0 Ghz   | 1 MiB           | 800 MHz         | Allendale       | 65nm                        | 65w             | MMX, SSE, SSE2, SSE3, SSSE3, EM64T | 775             | Q3 07                |
| E2200  | 2,2 Ghz   | 1 MiB           | 800 MHz         | Allendale       | 65nm                        | 65w             | MMX, SSE, SSE2, SSE3, SSSE3, EM64T | 775             | Q4 07                |
| E2220  | 2,4 Ghz   | 1 MiB           | 800 MHz         | Allendale       | 65nm                        | 65w             | MMX, SSE, SSE2, SSE3, SSSE3, EM64T | 775             | Q1 08                |

| Modelo | Velocidad | Características | Características | Características | Características             | Características | Características                            | Características | Fecha de lanzamiento |
| Modelo | Velocidad | Caché           | Bus             | Núcleo          | Proceso de fabricación (nm) | TDP             | Instrucciones                              | Zócalo          | Fecha de lanzamiento |
| ------ | --------- | --------------- | --------------- | --------------- | --------------------------- | --------------- | ------------------------------------------ | --------------- | -------------------- |
| E5200  | 2,5 Ghz   | 2 MiB           | 800 MHz         | Wolfdale        | 45nm                        | 65w             | MMX, SSE, SSE2, SSE3, SSSE3, EM64T         | 775             | Q3 08                |
| E5300  | 2,6 Ghz   | 2 MiB           | 800 MHz         | Wolfdale        | 45nm                        | 65w             | MMX, SSE, SSE2, SSE3, SSSE3, EM64T, (VT-x) | 775             | Q1 08                |
| E5400  | 2,7 Ghz   | 2 MiB           | 800 MHz         | Wolfdale        | 45nm                        | 65w             | MMX, SSE, SSE2, SSE3, SSSE3, EM64T, (VT-x) | 775             | Q1 09                |
| E5500  | 2,8 Ghz   | 2 MiB           | 800 MHz         | Wolfdale        | 45nm                        | 65w             | MMX, SSE, SSE2, SSE3, SSSE3, EM64T, VT-x   | 775             | Q2 10                |
| E5700  | 3,0 Ghz   | 2 MiB           | 800 MHz         | Wolfdale        | 45nm                        | 65w             | MMX, SSE, SSE2, SSE3, SSSE3, EM64T, VT-x   | 775             | Q3 10                |
| E5800  | 3,2 Ghz   | 2 MiB           | 800 MHz         | Wolfdale        | 45nm                        | 65w             | MMX, SSE, SSE2, SSE3, SSSE3, EM64T, VT-x   | 775             | Q4 10                |
| E6300  | 2,8 Ghz   | 2 MiB           | 1066 MHz        | Wolfdale        | 45nm                        | 65w             | MMX, SSE, SSE2, SSE3, SSSE3, EM64T, VT-x   | 775             | Q2 09                |
| E6500  | 2,93 Ghz  | 2 MiB           | 1066 MHz        | Wolfdale        | 45nm                        | 65w             | MMX, SSE, SSE2, SSE3, SSSE3, EM64T, VT-x   | 775             | Q1 08                |
| E6600  | 3,06 Ghz  | 2 MiB           | 1066 MHz        | Wolfdale        | 45nm                        | 65w             | MMX, SSE, SSE2, SSE3, SSSE3, EM64T, VT-x   | 775             | Q1 10                |
| E6700  | 3,2 Ghz   | 2 MiB           | 1066 MHz        | Wolfdale        | 45nm                        | 65w             | MMX, SSE, SSE2, SSE3, SSSE3, EM64T, VT-x   | 775             | Q2 10                |
| E6800  | 3,33 Ghz  | 2 MiB           | 1066 MHz        | Wolfdale        | 45nm                        | 65w             | MMX, SSE, SSE2, SSE3, SSSE3, EM64T, VT-x   | 775             | Q3 10                |

## Pentium (Dual-Core), socket LGA 1156
Con el cambio de generación, de designación comercial y de socket que supuso la llegada de los procesadores Core ix (i3, i5 e i7), la mayoría de la gente esperaba que se utilizará otra nomenclatura para los procesadores de gama de entrada y de bajo coste, pero intel continuó utilizando la designación intel Pentium.

Para esta generación, intel continuó utilizando las mismas directrices que siguió cuando creó la familia Pentium Dual-Core en socket 775: Recorte de características, recorte de memoria caché y menor precio.

De esta forma, nos encontramos con que la serie Pentium G69x0 comparte el mismo núcleo y proceso de fabricación que los Intel Core i3 5x0, solo que carece de instrucciones SSE 4.2, de la tecnología HyperThreading,gráfica integrada de menor rendimiento y menor cantidad de memoria caché L3 (3 MiB vs 4 MiB de los Core i3).

## Variantes del procesador Pentium (Dual-Core) para escritorio (Socket LGA 1156)
| Modelo | Velocidad | Características | Características | Características | Características             | Características | Características                          | Características | Fecha de lanzamiento |
| Modelo | Velocidad | Caché           | Bus             | Núcleo          | Proceso de fabricación (nm) | TDP             | Instrucciones                            | Zócalo          | Fecha de lanzamiento |
| ------ | --------- | --------------- | --------------- | --------------- | --------------------------- | --------------- | ---------------------------------------- | --------------- | -------------------- |
| G6950  | 2,8 Ghz   | 3 MiB           | 2,5 GT/s DMI    | Clarkdale       | 32nm                        | 73w             | MMX, SSE, SSE2, SSE3, SSSE3, EM64T, VT-x | 1156            | Q1 10                |
| G6960  | 2,93 Ghz  | 3 MiB           | 2,5 GT/s DMI    | Clarkdale       | 32nm                        | 73w             | MMX, SSE, SSE2, SSE3, SSSE3, EM64T, VT-x | 1156            | Q1 11                |

## Pentium (Dual-Core), socket LGA 1155
Como ya viene siendo habitual en intel, con la llegada de Sandy Bridge y su nuevo socket 1155, llegaron también las versiones recortadas de estos procesadores bajo la denominación comercial Pentium.
No obstante, con esta nueva generación, Intel ha cambiado alguno de los postulados que definían tradicionalmente a su gama Pentium Dual-Core.
En este caso, los nuevos Pentium son exactamente iguales a sus homólogos Intel Core i3, con la excepción de que los Pentium no llevan la tecnología Hyper-Threading, carece de instrucciones AVX y la gráfica integrada del mismo es menos potente, pero esta vez los Pentium tienen la misma cantidad de memoria Caché L3 que los Intel Core i3.
Si el hecho de que por primera vez, los Pentium Dual Core tengan la misma cantidad de memoria caché que la familia "superior" es algo muy bueno, el punto negativo es que con esta nueva generación, se ha limita el overclock, pues todos los procesadores de zócalo 1155 tienen limitado el multiplicador excepto en sus versiones K, y no existe ninguna versión de Pentium Dual Core serie K.
Además, por primera vez en la familia Pentium, intel ha introducido una versión para ordenadores de sobremesa de bajo consumo energético, el G620T, que viene con una frecuencia reducida con respecto a su hermano G620 (2,2 vs 2,6 Ghz), pero que consume prácticamente la mitad que el mismo (35 w vs 65 w).

## Variantes del procesador Pentium (Dual-Core) para escritorio (Socket LGA 1155)
| Modelo | Velocidad | Características | Características | Características | Características             | Características | Características                                            | Características | Fecha de lanzamiento |
| Modelo | Velocidad | Caché           | Bus             | Núcleo          | Proceso de fabricación (nm) | TDP             | Instrucciones                                              | Zócalo          | Fecha de lanzamiento |
| ------ | --------- | --------------- | --------------- | --------------- | --------------------------- | --------------- | ---------------------------------------------------------- | --------------- | -------------------- |
| G620   | 2,6 Ghz   | 3 MiB           | 5 GT/s DMI      | Sandy Bridge    | 32nm                        | 65w             | MMX, SSE, SSE2, SSE3, SSSE3, SSE 4.1, SSE 4.2, EM64T, VT-x | 1155            | Q2 11                |
| G630   | 2,7 Ghz   | 3 MiB           | 5 GT/s DMI      | Sandy Bridge    | 32nm                        | 65w             | MMX, SSE, SSE2, SSE3, SSSE3, SSE 4.1, SSE 4.2, EM64T, VT-x | 1155            | Q3 11                |
| G620T  | 2,2 Ghz   | 3 MiB           | 5 GT/s DMI      | Sandy Bridge    | 32nm                        | 35w             | MMX, SSE, SSE2, SSE3, SSSE3, SSE 4.1, SSE 4.2, EM64T, VT-x | 1155            | Q2 11                |
| G630T  | 2,3 Ghz   | 3 MiB           | 5 GT/s DMI      | Sandy Bridge    | 32nm                        | 35w             | MMX, SSE, SSE2, SSE3, SSSE3, SSE 4.1, SSE 4.2, EM64T, VT-x | 1155            | Q3 11                |
| G840   | 2,8 Ghz   | 3 MiB           | 5 GT/s DMI      | Sandy Bridge    | 32nm                        | 65w             | MMX, SSE, SSE2, SSE3, SSSE3, SSE 4.1, SSE 4.2, EM64T, VT-x | 1155            | Q2 11                |
| G850   | 2,9 Ghz   | 3 MiB           | 5 GT/s DMI      | Sandy Bridge    | 32nm                        | 65w             | MMX, SSE, SSE2, SSE3, SSSE3, SSE 4.1, SSE 4.2, EM64T, VT-x | 1155            | Q2 11                |
| G860   | 3,0 Ghz   | 3 MiB           | 5 GT/s DMI      | Sandy Bridge    | 32nm                        | 65w             | MMX, SSE, SSE2, SSE3, SSSE3, SSE 4.1, SSE 4.2, EM64T, VT-x | 1155            | Q3 11                |

## Aclaraciones
Los procesadores Pentium Dual-Core en socket 775, suelen llevar a distintas confusiones por nombre o denominación comercial, que a continuación pasamos a detallar:
- Se suelen confundir Pentium D con Pentium Dual-Core; si bien ambos procesadores son de doble núcleo, los Pentium D están basados al igual que los Pentium 4 en la microarquitectura Netburst, mientras que los Pentium Dual-Core están basados en la microarquitectura Core que es la misma utilizada en la serie Core 2 Dúo, esto les permite tener un menor consumo de energía y un rendimiento mejor que cualquier otro procesador basado en arquitectura Netburst.
- Por la designación comercial, se suelen confundir los procesadores Pentium (Dual Core) con los procesadores Core 2 Dúo de la serie E6xxx, llegando a tener ambas series modelos con la misma numeración, como son el Pentium E6300, E6600 y E6700 con los Core 2 Dúo E6300, E6600 y E6700. Estos micros comparten exactamente las mismas características (FSB, memoria caché, juegos de instrucciones, etc), pero los Core 2 Dúo tienen una menor velocidad de Reloj y poseen núcleo Conroe frente al núcleo Wolfdale de los Pentium, más eficiente que el núcleo Conroe. En este caso, los procesadores Pentium, son superiores a los Core 2 Dúo.